# Margarita Borrero Blanco
Margarita Borrero Blanco ( Barranquilla, Colombia, 1969) es una escritora y periodista colombiana con más de una decena de relatos publicados y premiados.Entre uno de los premios más importantes se encuentra el III premio de novela corta "Rincón de la Victoria".

## Biografía
Se licenció en Comunicación Social y Periodismo en la Pontificada Universidad Javeriana de Bogotá.   Realizó una especialización en producción audiovisual gracias a una beca concedida por el gobierno francés. Hizo otra especialización en Documentales históricos en la Universidad Complutense de Madrid. Por último, se doctoró en Literatura Europea en la Universidad Autónoma de Madrid.  
Durante toda su trayectoria profesional ha desempeñado distintas ocupaciones relacionadas con la comunicación. Ha trabajado en Colombia, Estados Unidos y España como periodista, investigadora, traductora, guionista, editora y correctora de estilo.

## Obra
Ha publicado varios relatos y novelas cortas, por los que ha recibido distintos premios. Entre sus relatos destacan:
- Azul y terracota (2006)
- La buena mujer (2006)
- La posición del narrador (2007)
- Menarquia (2007)
- El reloj (2008)
- Átropos (2008)
- Van Heisen (2009)
- El cuadro de Van Gogh. (2009)
- El ratón Pérez. (2018)
- Jack O Lantern. (2019)
- Álbum Familiar. (2023)

Además de sus relatos, destaca su novela corta: El ataúd más hermoso del mundo (Editorial Renacimiento, 2007) y su libro de relatos Rituales de apareamiento (Editorial Tusquets, 2024)

### El ataúd más hermoso del mundo
Esta novela corta es la más conocida de Borrero y su primera novela impresa. Su primera edición salió a la venta con un total de 600 ejemplares. Fue galardona con el III Premio de novela corta "Rincón de la Victoria" en el año 2007. 

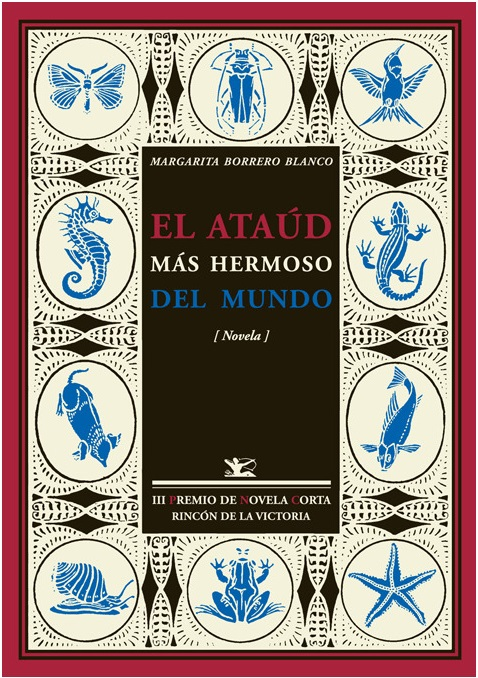
El ataúd más hermoso del mundo

Destaca por su estilo influenciado por Gabriel García Márquez y otros autores del Boom latinoamericano. 
La obra comienza con la llegada de un enigmático hombre a un pequeño pueblo remoto del Caribe, con la intención de vender el ataúd más hermoso del mundo. Este hecho basta para enfrentar entre sí a una tranquila población, donde cada personaje que se relaciona con el ataúd tiene algo que esconder. La historia habla de ambición, deseo y amor.

## Premios[4]
- Max Aub 2009, segundo lugar, El cuadro de Van Gogh (Relato)
- Concurso de cuentos 'Villajoyosa', primer lugar 2009,  Van Heisen (Relato)
- 'Federico García Lorca' de narrativa 2008, primer lugar, El reloj (Relato)
- XI certamen 'María de Maetzu' 2007, primer lugar, Menarquia (Relato)
- Artífice 2007, primer lugar, La posición del narrador (Relato)
- NH Mario Vargas Llosa 2006, finalista, La buena mujer (Relato)
- III certamen de novela corta Rincón de la Victoria' 2006, primer lugar, El ataúd más hermoso del mundo (Novela corta)
- XV Concurso de Cuentos 'Universidad Autónoma de Madrid' 2006, primer lugar, Azul y terracota (Relato)
- Juan Rulfo 2008, finalista, Átropos (Relato)
- Fundación la cueva 2023, primer lugar, "Álbum familiar" (Relato)